# Форест-Сіті (Міссурі)
Форест-Сіті (англ. Forest City) — місто (англ. city) в США, в окрузі Голт штату Міссурі. Населення — 243 особи (2020).

## Географія
Форест-Сіті розташований за координатами 39°58′58″ пн. ш. 95°11′18″ зх. д. / 39.98278° пн. ш. 95.18833° зх. д. (39.982844, -95.188423).  За даними Бюро перепису населення США в 2010 році місто мало площу 2,55 км², уся площа — суходіл.

## Демографія
Згідно з переписом 2010 року, у місті мешкало 268 осіб у 117 домогосподарствах у складі 70 родин. Густота населення становила 105 осіб/км².  Було 147 помешкань (58/км²).
Расовий склад населення:
| - 95,5 % — білих - 1,1 % — корінних американців - 2,2 % — осіб інших рас |

До двох чи більше рас належало 1,1 %. Частка іспаномовних становила 2,2 % від усіх жителів.
За віковим діапазоном населення розподілялося таким чином: 22,4 % — особи молодші 18 років, 60,8 % — особи у віці 18—64 років, 16,8 % — особи у віці 65 років та старші. Медіана віку мешканця становила 43,8 року. На 100 осіб жіночої статі у місті припадало 114,4 чоловіків;  на 100 жінок у віці від 18 років та старших — 105,9 чоловіків також старших 18 років.
Середній дохід на одне домашнє господарство  становив 44 442 долари США (медіана — 36 786), а середній дохід на одну сім'ю — 53 706 доларів (медіана — 44 107). Медіана доходів становила 44 583 долари для чоловіків та 27 083 долари для жінок. За межею бідності перебувало 15,3 % осіб, у тому числі 3,1 % дітей у віці до 18 років та 7,9 % осіб у віці 65 років та старших.
Цивільне працевлаштоване населення становило 126 осіб. Основні галузі зайнятості: транспорт — 12,7 %, виробництво — 12,7 %, науковці, спеціалісти, менеджери — 11,1 %, освіта, охорона здоров'я та соціальна допомога — 11,1 %.